# Aldama kommun, Chihuahua
Aldama är en kommun i Mexiko.   Den ligger i delstaten Chihuahua, i den nordvästra delen av landet, 1 200 km nordväst om huvudstaden Mexico City. Antalet invånare är 22 302. Arean är 9 836 kvadratkilometer.
Terrängen i Aldama är huvudsakligen kuperad, men västerut är den bergig.
Följande samhällen finns i Aldama:
- Colonia Menonita las Bombas
- Placer de Guadalupe
- San Diego de Alcalá
- Los Leones
- El Mastranzo